# سموك ايزي (التدخين بسهولة)
سموكيسي (مكتوبة أيضا التدخين السهل  أو سموك ازي) هو مصطلح بدأ استخدامه لفترة وجيزة في أعقاب حظر التدخين صدر كقانون جنائي أو ك جزء من لائحة  السلامة والصحة المهنية.انه يشير إلى الحانات وأماكن أخرى تشجع التهرب من الحظر.
تم استخدام المصطلح أيضا لوصف المواقع والأحداث التي تروج لها شركات التبغ لتجنب أو التهرب من حظر التدخين.تمت إضافة الكلمة إالى قاموس أكسفورد الأمريكي الجديد في 2005، على الرغم من أنه تم إستخدامه في وقت مبكر من 1978,
يعتبر مكاناً للتدخين والتحدث. نضرا لأن حظر التدخين أصبح مقبولا بشكل عام، فقد أصبح المصطلح قيد الاستخدام. تم الإبلاغ عن مستويات عاليه من الإمتثال لقوانين منع التدخين في معظم الولايات القضائيه بما في ذلك نيويورك، أيرلندا، إيطاليا واسكتلندا.تم الإبلاغ عن امتثال ضعيف في كالكوتا.

## شركات التبغ والتدخين
استخدمت شركات التبغ مجموعة متنوعة من التكتيكات لتشجيع بيع الجائر واستهلاكها في حالة حظر التدخين، وقداستخدم مصطلح دخاني لوصف الاحداث والمؤسسات من هذا النوع. تقوم إمبريال توباكو بتوظيف الاماكن العامة للترويج لعلاماتها التجارية بيتر ستويفيسانت. في شيكاغو، رينولدز RJ أنشأ «صالة تدخين راقية» تقدم الكحول والطعام، لكنها مصنفة كمتجر لبيع التبغ بالتجزئة.

## الأمثلة

### مدينة نيويورك
في غضون شهر واحد من صدور حظر التدخين في مدينة نيويورك عام 2003, تم التنبؤ بسرعة بمداخن الدخان. بعد ذلك بوقت قصير، بدأ بعض السقاة في سماع كلمة تدخين، وافترضوا أن بعض النظاميين السابقين الذين كانوا مدخنين قد تحولوا إلى المداخن. بحلول عام 2013, كان قبول القانون عاما، وقد تباطأت إجراءات التنفيذ إلى مستوى ضئيل. 

### هاواي
في هاواي، أعلنت بعض المؤسسات عزمها على تحدي حظر التدخين على مستوى الولاية، واحدة من أكثر الولايات المتحدة صرامة، الذي دخل حيز التنفيذ في 16 نوفمبر، 2006. ومع ذلك، تم تشديد الحظر على التوالي مع مرور الوقت بحلول عام 2019, كان الحظر الكامل على مبيعات السجائر قيد النظر.

### هولندا
مع مرور حظر التدخين عام 2008, أصبحت العديد من المقاهي الهولندية مدخنات على الرغم من مواجهة غرامات تصل إلى 18,500 يورو.شاهد أصحاب الحانات الهولنديون تحديهم نظم إحتجاجا جماهيريا قويا على 1500-5000 مالك في نوفمبر، 2008.
بعد عامين من المعارضة المستمرة من قبل اصحاب الحانات والمقاهي، في خريف عام 2010, ألغت الحكومة الهولندية الحظر على الحانات الصغيرة والمقاهي التي اشتكت بصوت عال من فقدان الأعمال. أعيد الحظر وتم تمديده في عام 2018.

## إنظر أيضا
- حظر التدخين